# سانتو دمینگو د لاس پساداس
سانتو دمینگو د لاس پساداس (به اسپانیایی: Santo Domingo de las Posadas) دهستانی در استان آبیلای اسپانیا است.
در این دهستان ۸۲ نفر زندگی می‌کنند. مساحت این دهستان ۱۳٬۳۴ کیلومتر مربع است.